# 茹任贝克
茹任贝克是斯洛維尼亞东南部茹任贝克市镇内的城鎮及其行政中心。面積為7.76平方公里，2018年擁有人口1,020。